# Чернявский, Александр Анатольевич
Александр Анатольевич Чернявский (10 марта 1972) — советский и украинский футболист, защитник.

## Биография
Начал взрослую карьеру в 1989 году в клубе второй лиги СССР «Кристалл» (Херсон), где сыграл 3 матча. Затем несколько лет не выступал в соревнованиях высокого уровня. В начале 1993 года присоединился к клубу второй лиги Украины «Мелиоратор» (Каховка) и за два года провёл 75 матчей.
В начале 1995 года перешёл в запорожский «Металлург», где сразу стал игроком стартового состава. Дебютный матч в высшей лиге Украины сыграл 4 марта 1995 года против «Кривбасса», а свой первый гол забил 31 августа 1995 года в ворота донецкого «Шахтёра». За календарный год сыграл 33 матча в высшей лиге. В первой половине 1996 года был в заявке клуба первого дивизиона России «Нефтехимик» (Нижнекамск), но ни разу не вышел на поле. Осенью того же года выступал в высшем дивизионе Польши за «Заглембе» (Любин), сыграл 4 матча, дебютировал 15 сентября 1996 года в матче против ГКС Белхатув. В 1997 году вернулся в запорожский клуб и выступал за него ещё три года. Полуфиналист Кубка Украины 1996/97. К лету 1999 года потерял место в стартовом составе клуба и во время зимнего перерыва покинул команду. В общей сложности сыграл за «Металлург» 96 матчей и забил 3 гола в высшей лиге Украины.
В 2000—2001 годах играл за клуб высшей лиги Беларуси «Гомель», провёл 8 матчей. Также в конце карьеры выступал за клубы первой и второй лиг Украины «Прикарпатье» (Ивано-Франковск), «Энергетик» (Бурштын), «Крымтеплица» (Молодёжное), «Кристалл» (Херсон) и за ряд любительских команд. В «Кристалле» весной 2006 года был капитаном команды. В составе «Мира» (Горностаевка) — обладатель Кубка Херсонской области 2007 года.
Обладатель Суперкубка Украины среди ветеранов (старше 35 лет) 2008 года в составе команды «Бастион» (Николаев).
С 2008 года работал детским тренером в ДЮСШ «Кристалл» Херсон. Приводил команду к победе в юношеском чемпионате области.